# Pontopolycope storthynx
Pontopolycope storthynx is een mosselkreeftjessoort uit de familie van de Polycopidae. De wetenschappelijke naam van de soort is voor het eerst geldig gepubliceerd in 2007 door Kornicker, Iliffe & Harrison-Nelson.